# Dragovo
Dragovo (cyr. Драгово) – wieś w Serbii, w okręgu pomorawskim, w gminie Rekovac. W 2011 roku liczyła 904 mieszkańców.